# Kölzenhain
Kölzenhain ist der nach Einwohnerzahl kleinste Ortsteil der Stadt Ulrichstein im mittelhessischen Vogelsbergkreis. Das Dorf liegt südwestlich des Kernorts Ulrichstein im Vogelsberg am Streitbach.

## Ortsgeschichte

### Mittelalter
Für ein frühes Entstehen des Ortes gibt es keine Belege. Die urkundliche Ersterwähnung stammt aus dem Jahre 1353: „den zehendin ... zu Kultzinheyn, zu Felkruckin“ (den Zehnten zu Kölzenhain und Feldkrücken). Der erwähnte Zehnte gehörte der niederadligen Familie  von Sassen. 1363 tritt erneut der Zehnte zu  Kölzenhein urkundlich genannt: „Cehendin di gelegin sin in dem gerichte zu Babenhusen mit ... namen und deil des Cehendin zu ... Kuôlczenhan“ urkundlich
1592 wird in einem Salbuch „Köeltzenhain“ erwähnt.
Der Ortsname kann als „zum Gehege oder Gehölze des Cholihhizo“ gehörend erklärt werden.
Weil aber die schriftliche Überlieferung erst sehr spät einsetzt und es keinen Vergleichsnamen gibt, ist dies nicht sichter.
Das Gericht Bobenhausen gehörte im Spätmittelalter den Grafen von Isenburg in Büdingen. Am 26. April 1353 wurde Clos von Sazzen von Heinrich von Isenburg mit dem Zehnten in diesem Gericht belehnt. Dieses Gericht bestand aus den Orten Bobinhusen, Obernsyfride, Hebirsdorf, Sellinrode, Wonefelde, Lyenscheit, Langenwasser aben u. nydere, Pedirsschein, Kultinheyn, Felkukin, Selginstatt und Fulkenandischeyn.
Nach einer Urkunde vom 16. Juli 1365 besaßen die Familie von Sassen und Mengos Guldin von Amene den Zehnten und den Kirchensatz im Gericht Bobenhausen in Ganerbschaft.

### Neuzeit
Die Statistisch-topographisch-historische Beschreibung des Großherzogthums Hessen berichtet 1830 über Kölzenhain:

„Kölzenhain (L. Bez. Schotten) evangel. Filialdorf; liegt im Vogelsberg 2 St. von Schotten, hat 54 Häuser und 262 Einwohner, die alle evangelisch sind. Der Ort hat 1 Kirche, 1 Mahlmühle und 1 Hof, der Petershainer Hof genannt.“

Im Zuge der Gebietsreform in Hessen fusionierten die bis dahin selbständige Gemeinde Kölzenhain und weitere Gemeinden zum 31. Dezember 1971 freiwillig mit der Stadt Ulrichstein zur erweiterten Stadt Ulrichstein.
Für Kölzenhain wurde ein Ortsbezirk errichtet.

### Verwaltungsgeschichte im Überblick
Die folgende Liste zeigt die Staaten und Verwaltungseinheiten, denen Kölzenhain angehört(e):

- vor 1567: Heiliges Römisches Reich, Landgrafschaft Hessen, Amt Ulrichstein
- ab 1567: Heiliges Römisches Reich, Amt Ulrichstein (Söhne der Margarethe von der Saale)[16]
- ab 1570: Heiliges Römisches Reich, Landgrafschaft Hessen-Marburg, Amt Ulrichstein, Gericht Bobenhausen
- 1604–1648: Heiliges Römisches Reich, strittig zwischen Landgrafschaft Hessen-Darmstadt und Landgrafschaft Hessen-Kassel (Hessenkrieg)
- ab 1604: Heiliges Römisches Reich, Landgrafschaft Hessen-Darmstadt, Oberfürstentum Hessen, Amt Ulrichstein, Gericht Bobenhausen[17]
- 1787: Heiliges Römisches Reich, Landgrafschaft Hessen-Darmstadt, Oberfürstentum Hessen, Amt Ulrichstein, Gericht Bobenhausen[18]
- ab 1806: Großherzogtum Hessen,[Anm. 2] Fürstentum Oberhessen, Oberamt Alsfeld, Amt Ulrichstein[19][20]
- ab 1815: Großherzogtum Hessen, Provinz Oberhessen, Amt Ulrichstein[21]
- ab 1821: Großherzogtum Hessen, Provinz Oberhessen, Landratsbezirk Schotten[22][Anm. 3]
- ab 1832: Großherzogtum Hessen, Provinz Oberhessen, Kreis Nidda
- ab 1838: Großherzogtum Hessen, Provinz Oberhessen, Kreis Grünberg
- ab 1848: Großherzogtum Hessen, Regierungsbezirk Gießen
- ab 1852: Großherzogtum Hessen, Provinz Oberhessen, Kreis Schotten
- ab 1867: Norddeutscher Bund[Anm. 4] Großherzogtum Hessen, Provinz Oberhessen, Kreis Schotten
- ab 1871: Deutsches Reich, Großherzogtum Hessen, Provinz Oberhessen, Kreis Schotten
- ab 1918: Deutsches Reich (Weimarer Republik), Volksstaat Hessen, Provinz Oberhessen, Kreis Schotten
- ab 1938: Deutsches Reich, Volksstaat Hessen, Landkreis Lauterbach[23][Anm. 5]
- ab 1945: Amerikanische Besatzungszone,[Anm. 6] Groß-Hessen, Regierungsbezirk Darmstadt, Landkreis Lauterbach
- ab 1946: Amerikanische Besatzungszone, Hessen, Regierungsbezirk Darmstadt, Landkreis Lauterbach
- ab 1949: Bundesrepublik Deutschland, Hessen, Regierungsbezirk Darmstadt, Landkreis Lauterbach
- ab 1972: Bundesrepublik Deutschland, Hessen, Regierungsbezirk Darmstadt, Vogelsbergkreis, Stadt Ulrichstein[Anm. 7]
- ab 1981: Bundesrepublik Deutschland, Hessen, Regierungsbezirk Gießen, Vogelsbergkreis, Stadt Ulrichstein

### Gerichte seit 1803
In der Landgrafschaft Hessen-Darmstadt wurde mit Ausführungsverordnung vom 9. Dezember 1803 das Gerichtswesen neu organisiert. Für das Fürstentum Oberhessen (ab 1815 Provinz Oberhessen) wurde das „Hofgericht Gießen“ eingerichtet. Es war für normale bürgerliche Streitsachen Gericht der zweiten Instanz, für standesherrliche Familienrechtssachen und Kriminalfälle die erste Instanz. Übergeordnet war das Oberappellationsgericht Darmstadt. Die Rechtsprechung der ersten Instanz wurde durch die Ämter bzw. Standesherren vorgenommen und somit war für Kölzenhain das Amt Ulrichstein zuständig. Nach der Gründung des Großherzogtums Hessen 1806 wurden die Aufgaben der ersten Instanz 1821–1822 im Rahmen der Trennung von Rechtsprechung und Verwaltung auf die neu geschaffenen Land- bzw. Stadtgerichte übertragen. Kölzenhain fiel in den Gerichtsbezirk des Landgerichts Schotten. Durch Verfügung des Großherzoglich Hessischen Ministerium des Innern und der Justiz wurde am 1. Dezember 1838 Kölzenhain an den Bezirk des neu errichteten Landgerichts Ulrichstein abgetreten.
Anlässlich der Einführung des Gerichtsverfassungsgesetzes mit Wirkung vom 1. Oktober 1879, infolge derer die bisherigen großherzoglichen Landgerichte durch Amtsgerichte an gleicher Stelle ersetzt wurden, während die neu geschaffenen Landgerichte nun als Obergerichte fungierten, kam es zur Umbenennung in „Amtsgericht Ulrichstein“ und Zuteilung zum Bezirk des Landgerichts Gießen.
1943 verlor das Amtsgericht Ulrichstein seine Selbständigkeit und wurde zur Zweigstelle des Amtsgerichts Schotten. Mit Wirkung zum 1. Juli 1968 erfolgte die Auflösung des Amtsgerichts Schotten und Kölzenhain kam zum Gerichtsbezirk des Amtsgerichts Lauterbach.
Am 1. Januar 2005 wurde das Amtsgericht Lauterbach als Vollgericht aufgehoben und zur Zweigstelle des Amtsgerichts Alsfeld. Zum 1. Januar 2012 wurde auch diese Zweigstelle geschlossen.

### Historische Flächenstatistik
- 1854: 1295 Morgen, davon 821 Äcker, 239 Wiesen, 22 Wald[31]
- 1961: 459 Hektar, davon 106 Wald[1]

## Bevölkerung

### Einwohnerstruktur 2011
Nach den Erhebungen des Zensus 2011 lebten am Stichtag dem 9. Mai 2011 in Kölzenhain 168 Einwohner. Darunter waren 6 (3,6 %) Ausländer. Nach dem Lebensalter waren 21 Einwohner unter 18 Jahren, 66 zwischen 18 und 49, 42 zwischen 50 und 64 und 36 Einwohner waren älter. Die Einwohner lebten in 69 Haushalten. Davon waren 15 Singlehaushalte, 30 Paare ohne Kinder und 21 Paare mit Kindern, sowie 3 Alleinerziehende und keine Wohngemeinschaften. In 16 Haushalten lebten ausschließlich Senioren und in 46 Haushaltungen lebten keine Senioren.

### Einwohnerentwicklung
| • 1806: | 275 Einwohner, 52 Häuser           |
| • 1829: | 264 Einwohner, 52 Häuser           |
| • 1867: | 246 Einwohner, 49 bewohnte Gebäude |
| • 1875: | 229 Einwohner, 49 bewohnte Gebäude |

| Kölzenhain: Einwohnerzahlen von 1791 bis 2011 | Kölzenhain: Einwohnerzahlen von 1791 bis 2011 | Kölzenhain: Einwohnerzahlen von 1791 bis 2011 | Kölzenhain: Einwohnerzahlen von 1791 bis 2011 | Kölzenhain: Einwohnerzahlen von 1791 bis 2011 |
| --- | --------------------------------------------- | --------------------------------------------- | --------------------------------------------- | --------------------------------------------- |
| Jahr |                                               |                                               |                                               | Einwohner                                     |
| 1791 | 1791                                          |                                               | 204                                           | 204                                           |
| 1800 | 1800                                          |                                               | 209                                           | 209                                           |
| 1806 | 1806                                          |                                               | 275                                           | 275                                           |
| 1829 | 1829                                          |                                               | 264                                           | 264                                           |
| 1834 | 1834                                          |                                               | 277                                           | 277                                           |
| 1840 | 1840                                          |                                               | 271                                           | 271                                           |
| 1846 | 1846                                          |                                               | 293                                           | 293                                           |
| 1852 | 1852                                          |                                               | 278                                           | 278                                           |
| 1858 | 1858                                          |                                               | 270                                           | 270                                           |
| 1864 | 1864                                          |                                               | 248                                           | 248                                           |
| 1871 | 1871                                          |                                               | 233                                           | 233                                           |
| 1875 | 1875                                          |                                               | 229                                           | 229                                           |
| 1885 | 1885                                          |                                               | 233                                           | 233                                           |
| 1895 | 1895                                          |                                               | 222                                           | 222                                           |
| 1905 | 1905                                          |                                               | 215                                           | 215                                           |
| 1910 | 1910                                          |                                               | 212                                           | 212                                           |
| 1925 | 1925                                          |                                               | 201                                           | 201                                           |
| 1939 | 1939                                          |                                               | 198                                           | 198                                           |
| 1946 | 1946                                          |                                               | 257                                           | 257                                           |
| 1950 | 1950                                          |                                               | 221                                           | 221                                           |
| 1956 | 1956                                          |                                               | 177                                           | 177                                           |
| 1961 | 1961                                          |                                               | 177                                           | 177                                           |
| 1967 | 1967                                          |                                               | 179                                           | 179                                           |
| 1970 | 1970                                          |                                               | 180                                           | 180                                           |
| 1980 | 1980                                          |                                               | ?                                             | ?                                             |
| 1990 | 1990                                          |                                               | ?                                             | ?                                             |
| 2000 | 2000                                          |                                               | ?                                             | ?                                             |
| 2011 | 2011                                          |                                               | 168                                           | 168                                           |
| Datenquelle: Historisches Gemeindeverzeichnis für Hessen: Die Bevölkerung der Gemeinden 1834 bis 1967. Wiesbaden: Hessisches Statistisches Landesamt, 1968. Weitere Quellen: ; Zensus 2011 |                                               |                                               |                                               |                                               |

### Historische Religionszugehörigkeit
| • 1829: | 264 evangelische (= 100 %) Einwohner                              |
| • 1961: | 160 evangelische (= 90,40 %), 11 katholische (= 6,21 %) Einwohner |

## Politik
Für Kölzenhain besteht ein Ortsbezirk (Gebiete der ehemaligen Gemeinde Kölzenhain) mit Ortsbeirat und Ortsvorsteher nach der Hessischen Gemeindeordnung.
Der Ortsbeirat besteht aus fünf Mitgliedern. Bei den Kommunalwahlen in Hessen 2021 betrug die Wahlbeteiligung zum Ortsbeirat 80,15 %. Alle Kandidaten gehörten der „Gemeinschaftsliste Kölzenhain“ an. Der Ortsbeirat wählte Volker Repp zum Ortsvorsteher.

## Kultur und Sehenswürdigkeiten

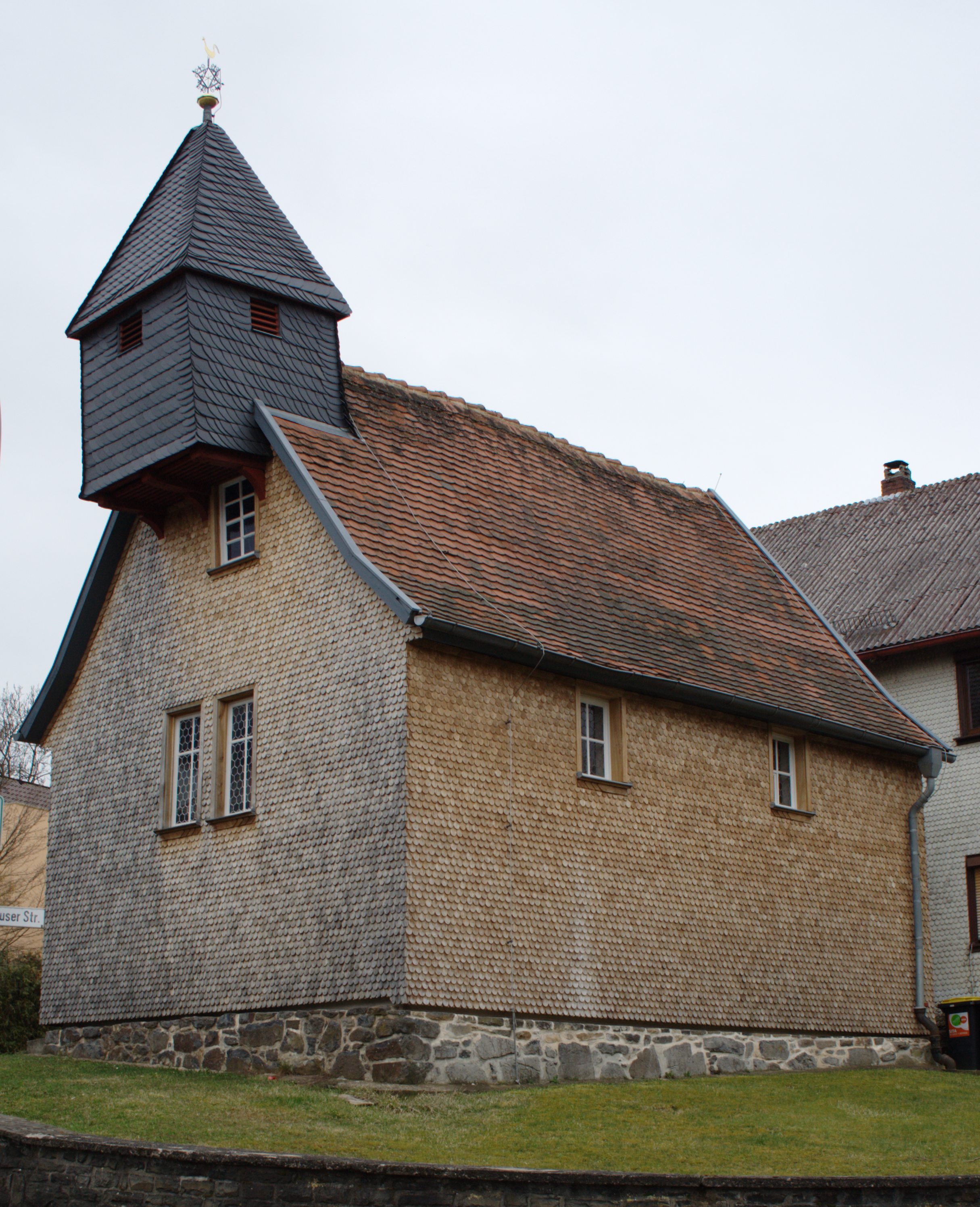
Evangelische Kirche

### Bauwerke
Die Kirche, eine Fachwerkkirche auf Feldsteinsockel, gilt als älteste in Oberhessen. Das Gotteshaus hat eine Grundfläche von 6,00 × 8,50 Meter. Es wurde schon im Jahre 1592 zum ersten Mal und 1858 zum zweiten Mal erweitert. Die letzte Sanierung wurde im Jahr 2009 durchgeführt. Dabei wurde das zuvor sichtbare dekorative Fachwerk der Kirche mit Naturholzschindeln versiegelt. Die Außenansicht des Gotteshauses wird durch einen am Ostgiebel angebrachten und übers Kirchendach originell hervorkragenden und mit Schiefern verkleideten Dachreiter geprägt. Dieser trägt einen geschmückten Spitzhelm, in dem sich eine bescheidene Glocke befindet, die noch heute per Hand aus dem Altarraum geläutet wird. Der Dachreiter stammt wahrscheinlich vom Umbau 1592 her.
Kölzenhain gehört zum Kirchspiel Bobenhausen II.

### Vereine
- Es gibt zwei Vereine im Ort, nämlich die Freiwillige Feuerwehr und den Jugend-Freizeit-Club.
- In jedem Jahr im August findet das Backhausfest statt.

## Wirtschaft und Infrastruktur
- Die Landesstraße 3325 verbindet Kölzenhain mit Feldkrücken und Bobenhausen II.
- Den öffentlichen Personennahverkehr stellt die Regionalverkehr Kurhessen mit der Buslinie VB-65 sicher.
- In Ortsnähe gibt es den Petershainer Hof, ein ehemaliges Forsthaus, heute Jugendwaldheim.
- Im Ort gibt es ein Dorfgemeinschaftshaus.